# Grupa Kalinowskiego
Grupa Kalinowskiego – nazwa zgrupowania radzieckich partyzantów działających podczas II wojny światowej na terenie gór: Wielkiej Raczy, Małej Raczy, Przegibka. Jedną z udanych akcji był atak na tyły Niemców wycofujących się przed Armią Czerwoną (7 kwietnia 1945). Grupą dowodził N. Nazin.